# Laeiszhalle

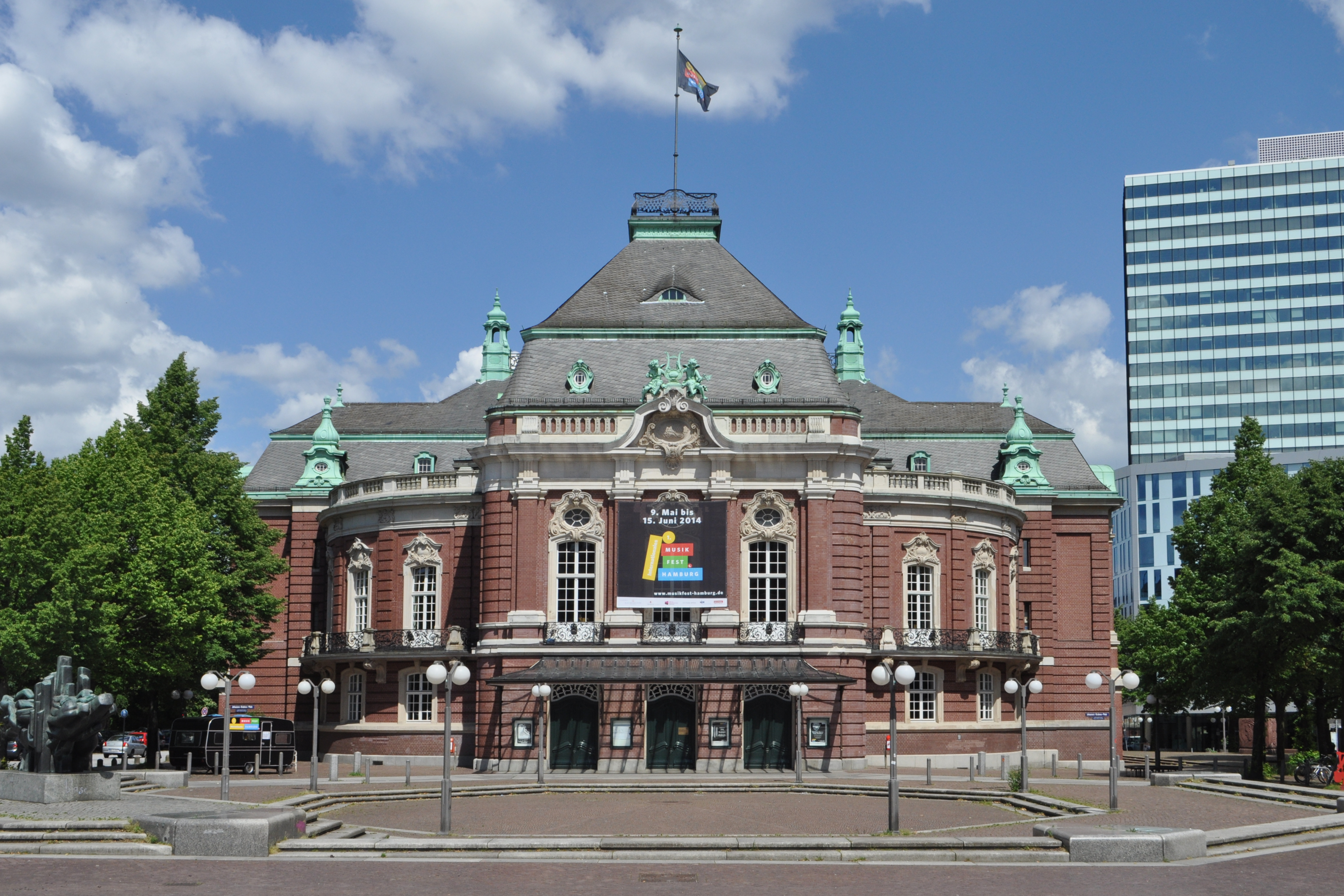
Portal der Laeiszhalle (Johannes-Brahms-Platz)

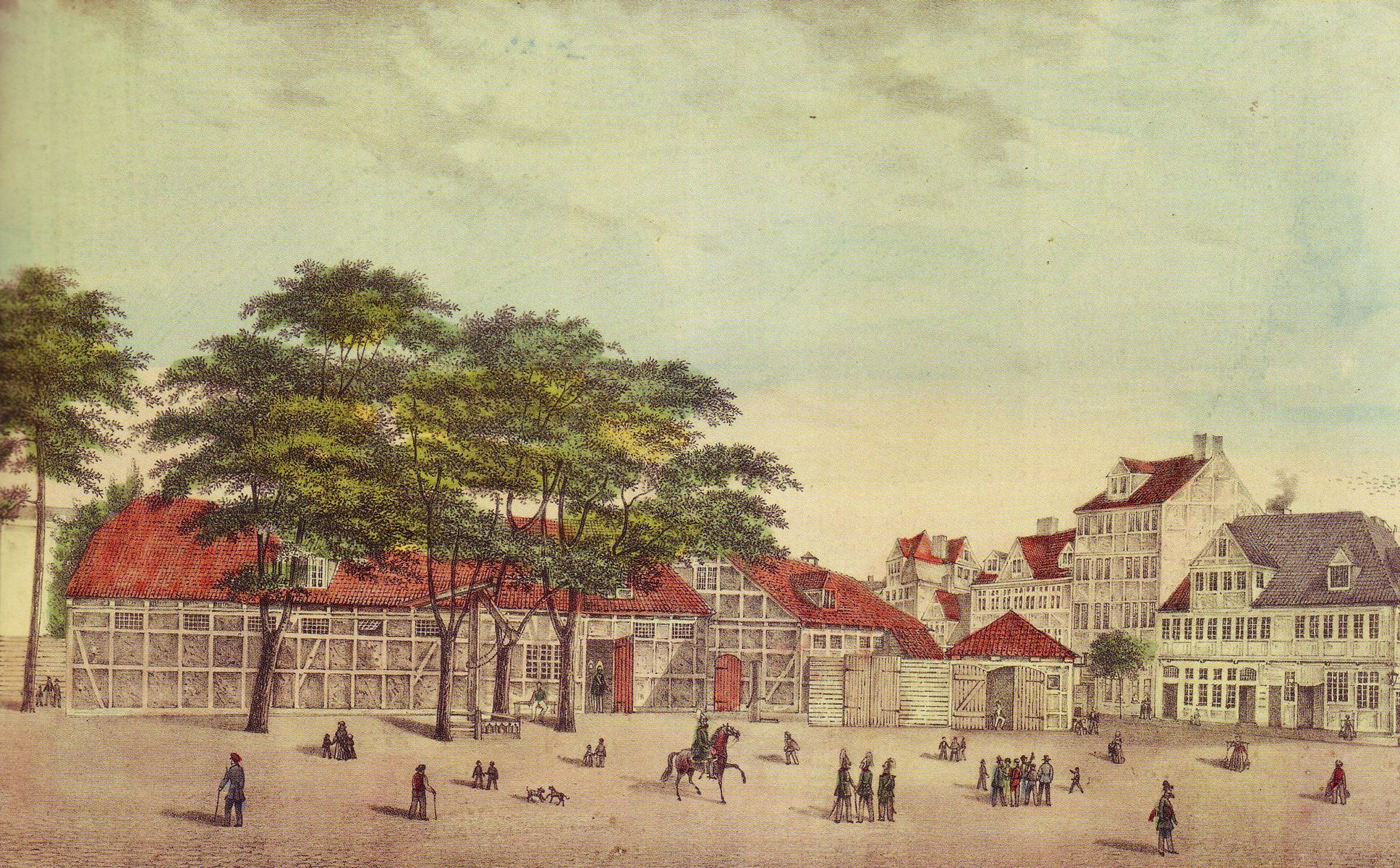
Ort mit Musiktradition: Ehemaliger Dragonerstall um 1850, der seit Mitte des 18. Jahrhunderts bis zu seinem Abriss bereits als Theater- und Konzertgebäude genutzt worden war.

Die Laeiszhalle (sprich: „Laißhalle“), ehem. Musikhalle Hamburg, ist ein traditionsreiches Konzerthaus am Johannes-Brahms-Platz in Hamburg. Errichtet im Stil des hanseatischen Neobarock, wurde die Laeiszhalle 1908 als ihrerzeit modernstes deutsches Konzerthaus eingeweiht. Der Große Saal bietet 2025 Sitzplätze und war mit der Walcker-Orgel ausgestattet. Der Kleine Saal hat 640 Sitzplätze.
Generalintendant der Laeiszhalle ist seit 2007 Christoph Lieben-Seutter. Er ist auch für die am 11. Januar 2017 eröffnete Elbphilharmonie zuständig. Die Symphoniker Hamburg sind das Orchester der Laeiszhalle.

## Geschichte

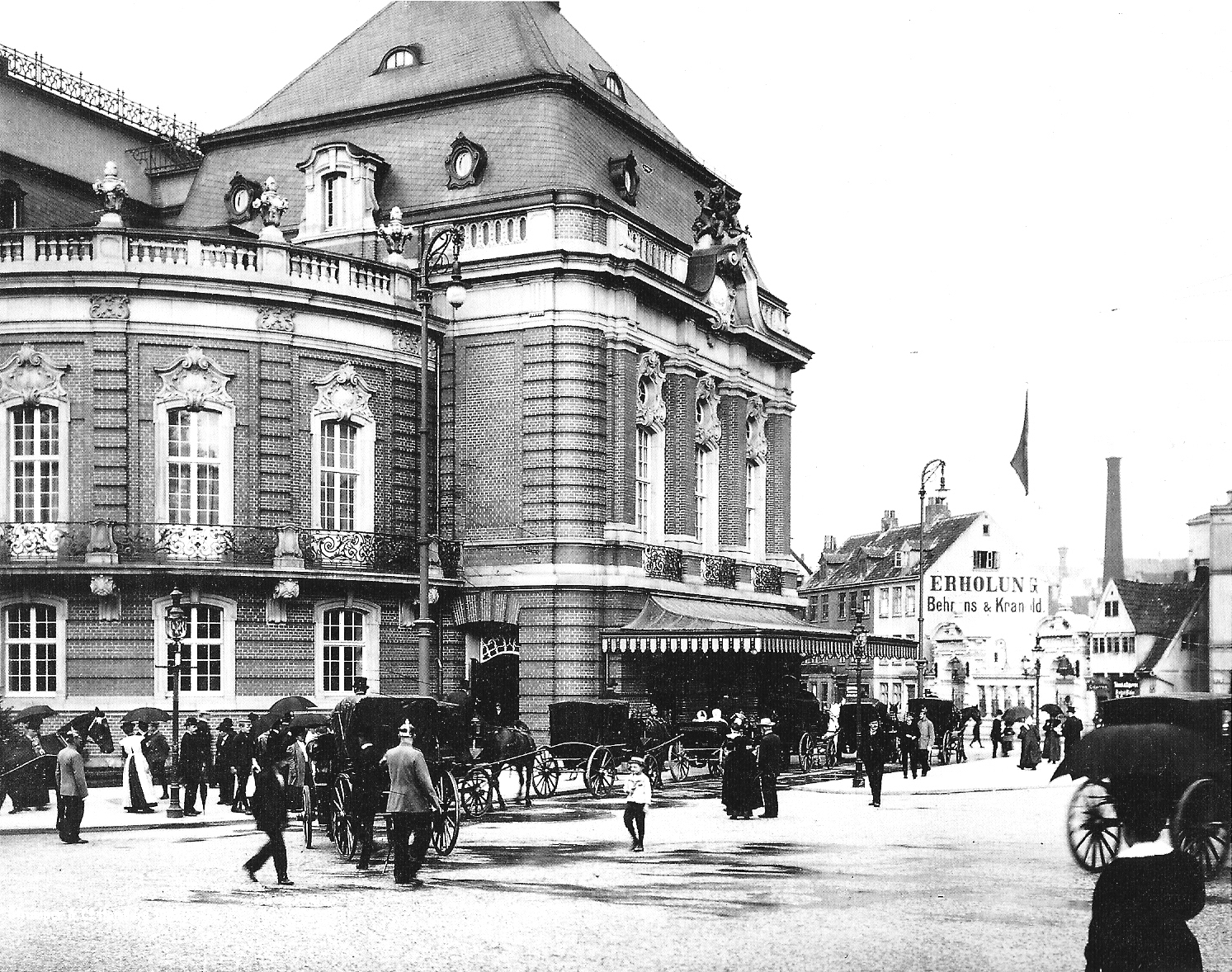
Bei der Eröffnung am 4. Juni 1908

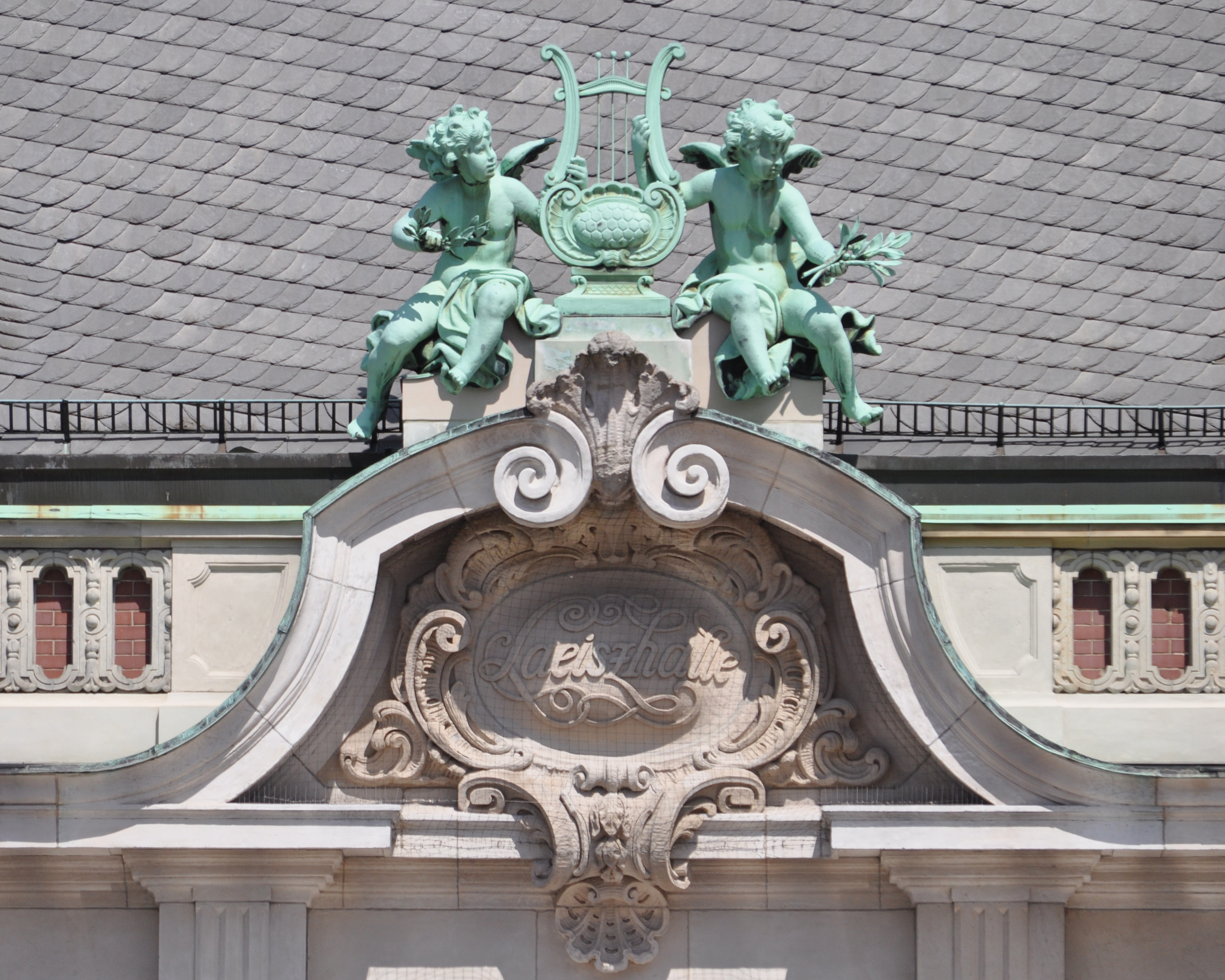
Putten mit Lyra, Schriftzug „Laeiszhalle“

Die Laeiszhalle ist ein Beispiel bürgerlich-hanseatischen Mäzenatentums der alten Stadtrepublik. Der Hamburger Reeder Carl Laeisz vermachte der Stadt testamentarisch 1,2 Millionen Mark zur Erbauung „einer würdigen Stätte für die Ausübung und den Genuss edler und ernster Musik“. Seine Witwe Sophie Laeisz stockte den Betrag später auf 2 Millionen Mark auf. Die Musikhalle wurde von 1904 bis 1908 unter Leitung der Architekten Martin Haller und Emil Meerwein auf einem von der Stadt gestellten Grundstück am Wallring im Stil des für Hamburg eigentümlichen hanseatischen Neobarock errichtet. Die Einweihung fand am 4. Juni 1908 statt. Zur Zeit ihrer Eröffnung war sie das größte und modernste Konzerthaus Deutschlands.
Der Platz vor der Musikhalle hieß zunächst Holstenplatz (nach dem früher hier befindlichen Holstentor), wurde 1934 in Karl-Muck-Platz umbenannt und heißt seit 1997 Johannes-Brahms-Platz.
Die zentral gesteuerte Lüftungs- und Heizungsanlage stammte von der Hamburger Firma Rud. Otto Meyer (später „Imtech“), die schon im 1897 vollendeten Hamburger Rathaus Fernwärme und Lüftung installiert hatte.
Nach dem Zweiten Weltkrieg, den die Laeiszhalle unversehrt überstand, nutzten die britischen Besatzer sie vorübergehend als Funkhaus für ihren Militärsender BFN. Chris Howland startete hier seine Radio-Karriere.
Im Juni 2008 beging die Laeiszhalle mit zahlreichen Konzerten ihren hundertsten Geburtstag. Seit der Saison 2009/2010 werden hier neben den Konzerten verschiedener Musikveranstalter, Orchester und Ensembles auch hauseigene Konzerte der HamburgMusik gGmbH veranstaltet. Sie machen etwa ein Drittel des Gesamtprogramms aus. Mit Eröffnung der Elbphilharmonie wurden die Symphoniker Hamburg das „Residenzorchester“ der Laeiszhalle.

### Name
Während anfangs die Namen „Laeiszhalle“ und „Musikhalle“ parallel benutzt wurden, wurde das Haus während der Herrschaft der Nationalsozialisten in „Musikhalle“ umbenannt. Dieser Name wurde auch seit der Umwandlung in einen Landesbetrieb 1996 fortgeführt. Im Januar 2005 wurde die Musikhalle offiziell in „Laeiszhalle“ rückbenannt.

„Mit der Rückbenennung der Musikhalle im Jahre 2005 in ‚Laeiszhalle – Musikhalle Hamburg‘ wurde an die bemerkenswerte Geschichte des Gebäudes angeknüpft, das 1908 durch die Firma F. Laeisz gebaut wurde, nachdem das Reeder-Ehepaar Carl Heinrich und Sophie Christine Laeisz in seinem Testament Entsprechendes verfügt hatte. Die jetzigen Eigentümer der Reederei Laeisz, die Familie Schües und insbesondere der derzeitige Vorsitzende unseres Freundeskreises, Nikolaus W. Schües, haben mit diesem Datum dankenswerter Weise eine neue Verantwortung für die ehrwürdige Halle übernommen.“

## Veranstaltungsräume

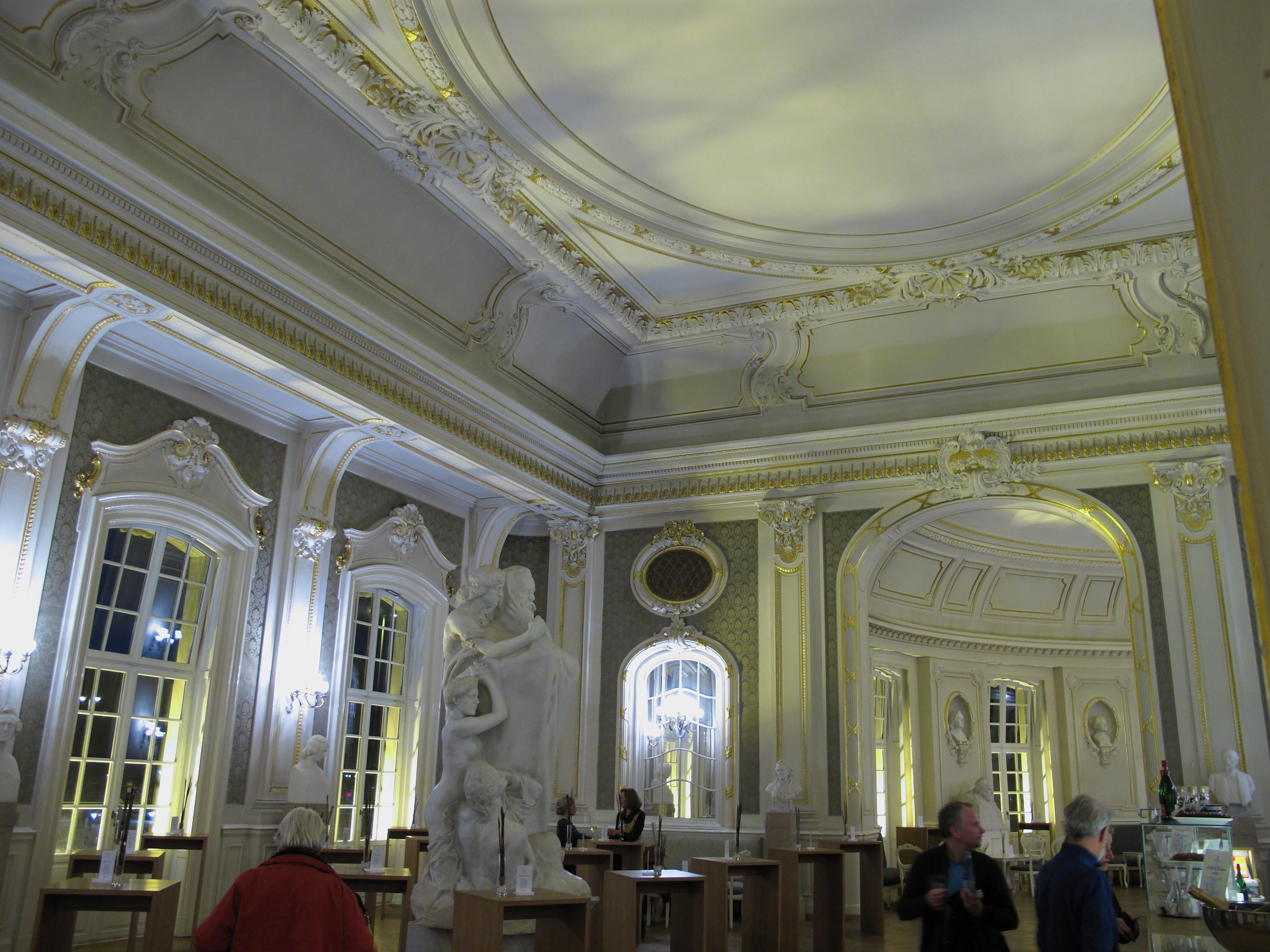
Brahms-Foyer mit der Skulptur von Max Klinger und Café
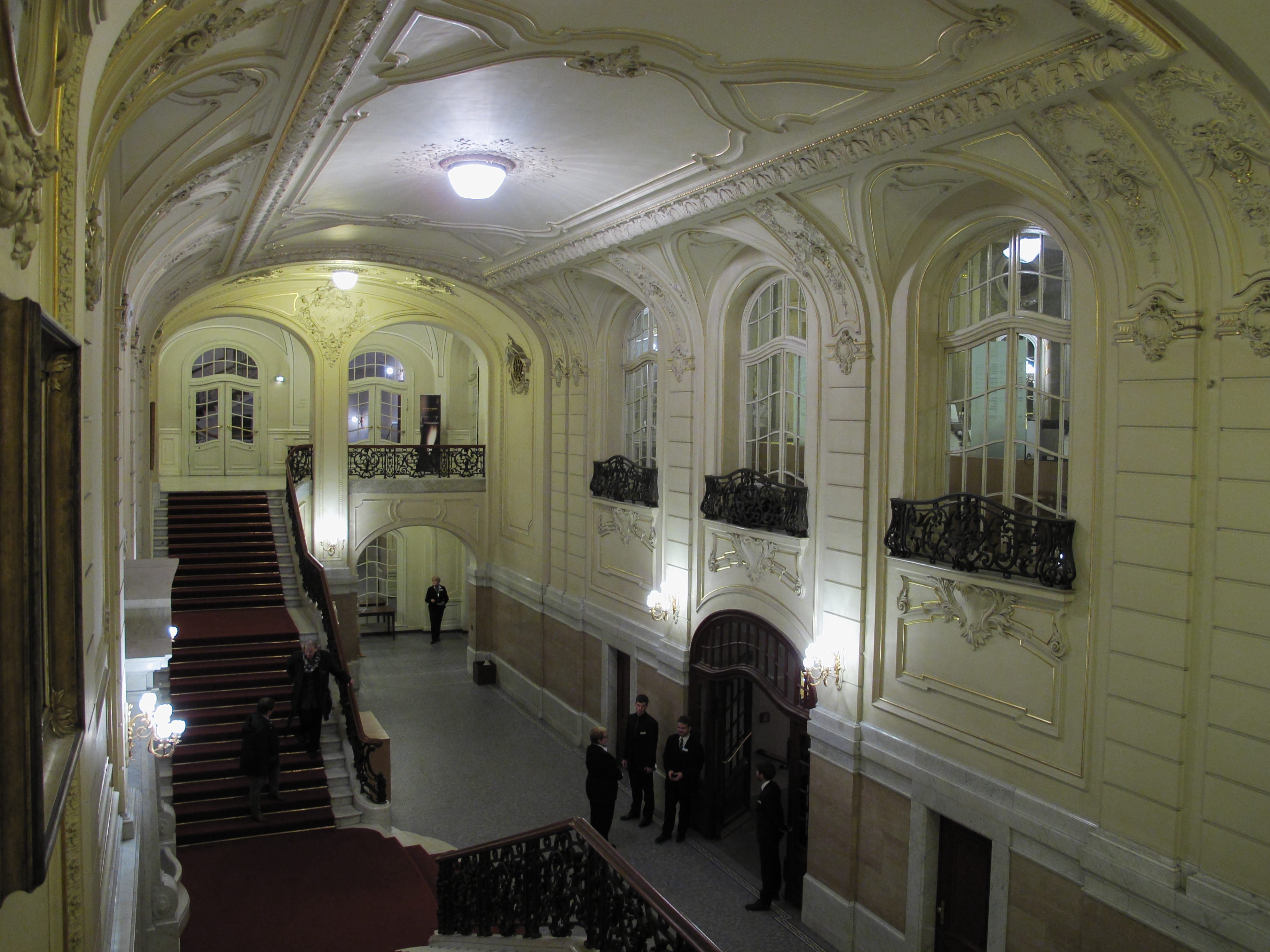
Treppenaufgang zum Großen Saal
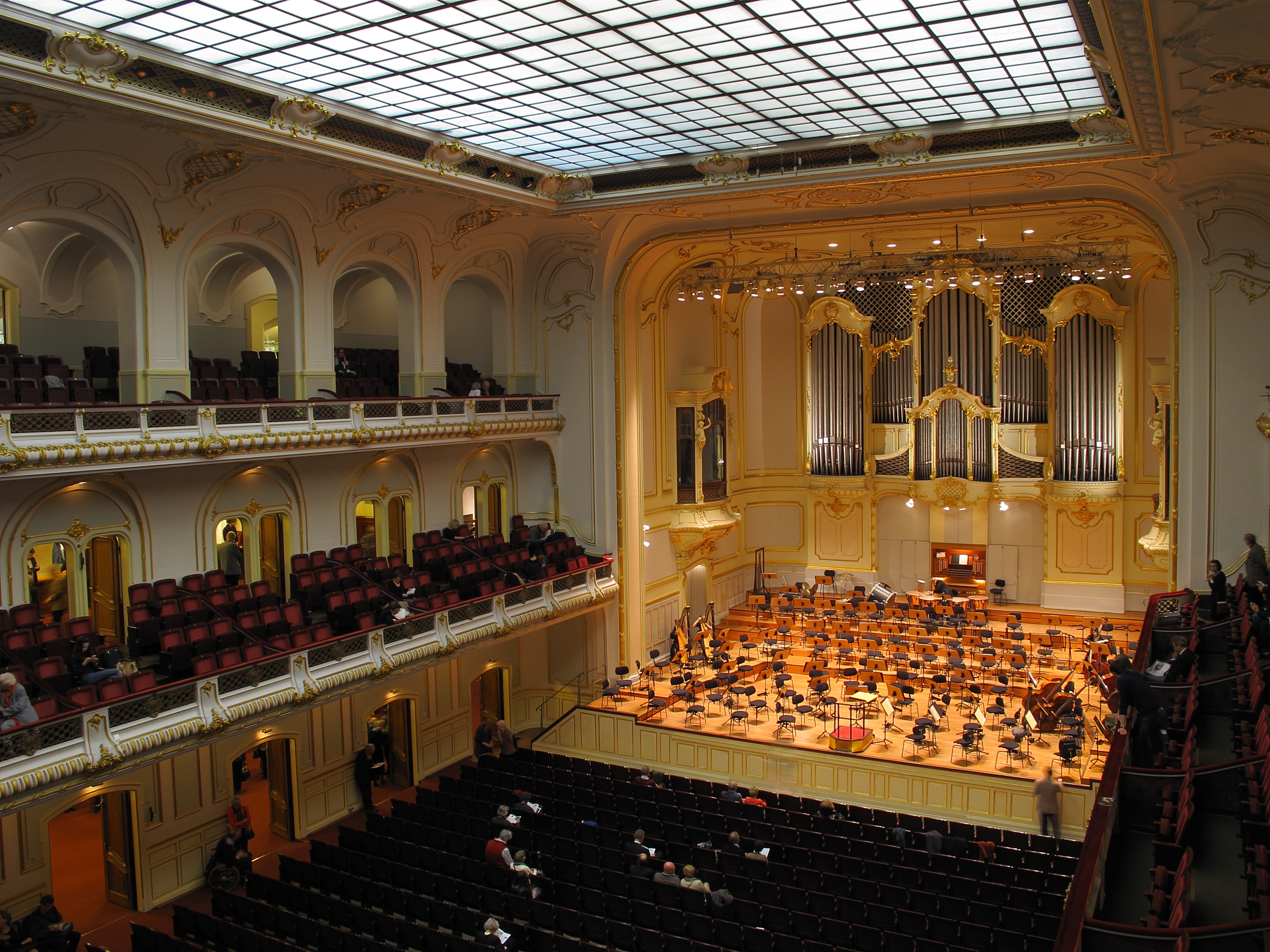
Großer Saal (Blick zur Bühne)
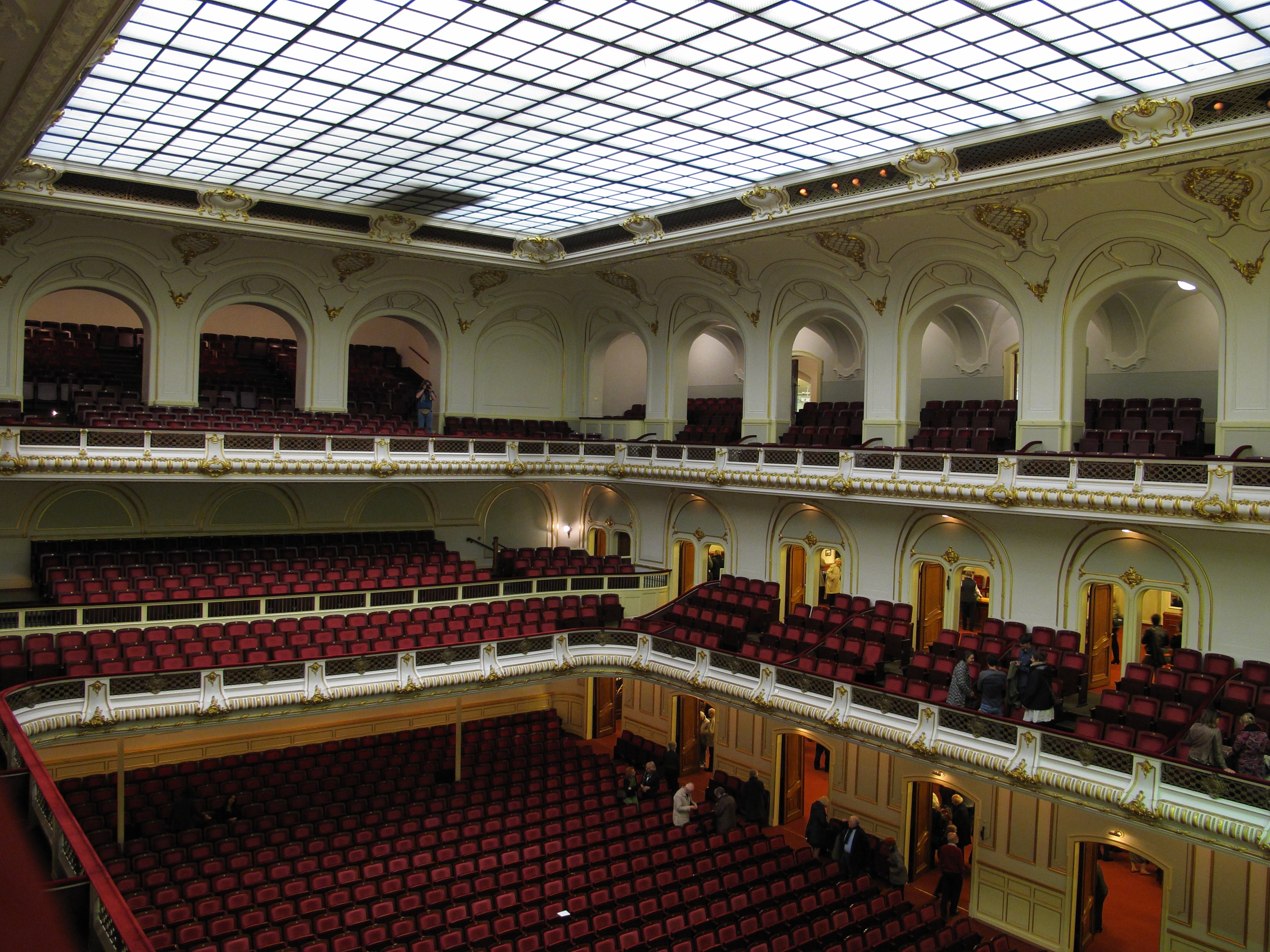
Großer Saal (Zuschauerraum)

- Großer Saal, 2025 Plätze
- Kleiner Saal, 640 Plätze
- „Studio E“, 150 Plätze
- „Brahms-Foyer“, 80 Plätze an Tischen

Im Inneren ist am zentralen Treppenaufgang eine Gedenktafel für die Stifter angebracht. Die Treppe führt zum 1. Rang und zum „Brahms-Foyer“, in dem Max Klingers monumentales Johannes-Brahms-Denkmal von 1909 aufgestellt ist, und wo in den Konzertpausen Verpflegung angeboten wird.

### Musiker-Büsten im „Brahms-Foyer“
- Die ersten Büsten galten dem unmittelbaren Umfeld von Johannes Brahms.[8]

Joseph Joachim von Adolf von Donndorf
Clara Schumann von Friedrich Christoph Hausmann
Julius Stockhausen von Robert Toberentz
Hans von Bülow von Hermann Haas
Felix Mendelssohn Bartholdy von Carl Seffner. 1937 entfernt und durch eine Büste von Franz Liszt ersetzt, die heute im Keller der Laeiszhalle eingelagert ist.
Robert Schumann von Carl Seffner
- Die Nischen in den beidseitigen „Wandelgängen“ wurden nicht von Anfang an (1908) aufgefüllt und sind noch heute nicht vollständig bestückt.

Gustav Mahler von Milan Knobloch, 1996 von der Gustav-Mahler-Vereinigung aufgestellt
Johann Adolf Hasse von Hartmut Wolf, 1999 von der Hasse-Gesellschaft Bergedorf aufgestellt
Johann Sebastian Bach: Kopie von Hermann Haas nach Carl Seffner
Ludwig van Beethoven von Gustav Adolph Kietz
Die Bach- und Beethoven-Büsten wurden von Hermann Behn in Auftrag gegeben und der Musikhalle gestiftet. Sie waren bis 2000 im Depot der Hamburger Kunsthalle gelagert und wurden am 15. Dezember 2000 im Brahms-Foyer aufgestellt
Alfred Schnittke von Milan Knobloch, im Jahr 2000 aufgestellt
Peter Tschaikowsky von Aschot S. Alachwerdjanz, 1960 vom inzwischen aufgelösten Tschaikowski-Studio der Kulturbehörde geschenkt.

## Veranstaltungen

### Regelmäßige Auftritte
Die Laeiszhalle ist der Stamm-Aufführungsort der großen Hamburger Ensembles sowie für zahlreiche Laiengruppen:
- Albert Schweitzer Jugendorchester
- Carl-Philipp-Emanuel-Bach-Chor Hamburg
- Chor und Orchester der Universität Hamburg
- Ensemble Resonanz
- Hamburger Camerata
- Hamburger Oratorienchor
- Hamburger Orchestergemeinschaft[9]
- Harvestehuder Sinfonieorchester Hamburg
- Haydn-Orchester Hamburg
- KlassikPhilharmonie Hamburg
- Landesjugendorchester Hamburg
- NDR Chor
- Orchester ’91 Hamburg
- Philharmonisches Staatsorchester Hamburg[2] (vgl. Staatsoper Hamburg)
- Symphoniker Hamburg[2]
- Symphonischer Chor Hamburg

## Orgeln

### Walcker-Orgel (1908–1950)
Für den Großen Saal der Laeiszhalle baute die Firma E. F. Walcker & Cie. eine Orgel im deutsch-romantischen Stil mit 73 Registern auf drei Manualen und Pedal, zuzüglich einer Transmission. Bemerkenswert war das zur damaligen Zeit geradezu revolutionäre elektrische Traktursystem, das den Einbau eines in die Bühne versenkbaren Spieltisches ermöglichte. Die Disposition lautete:

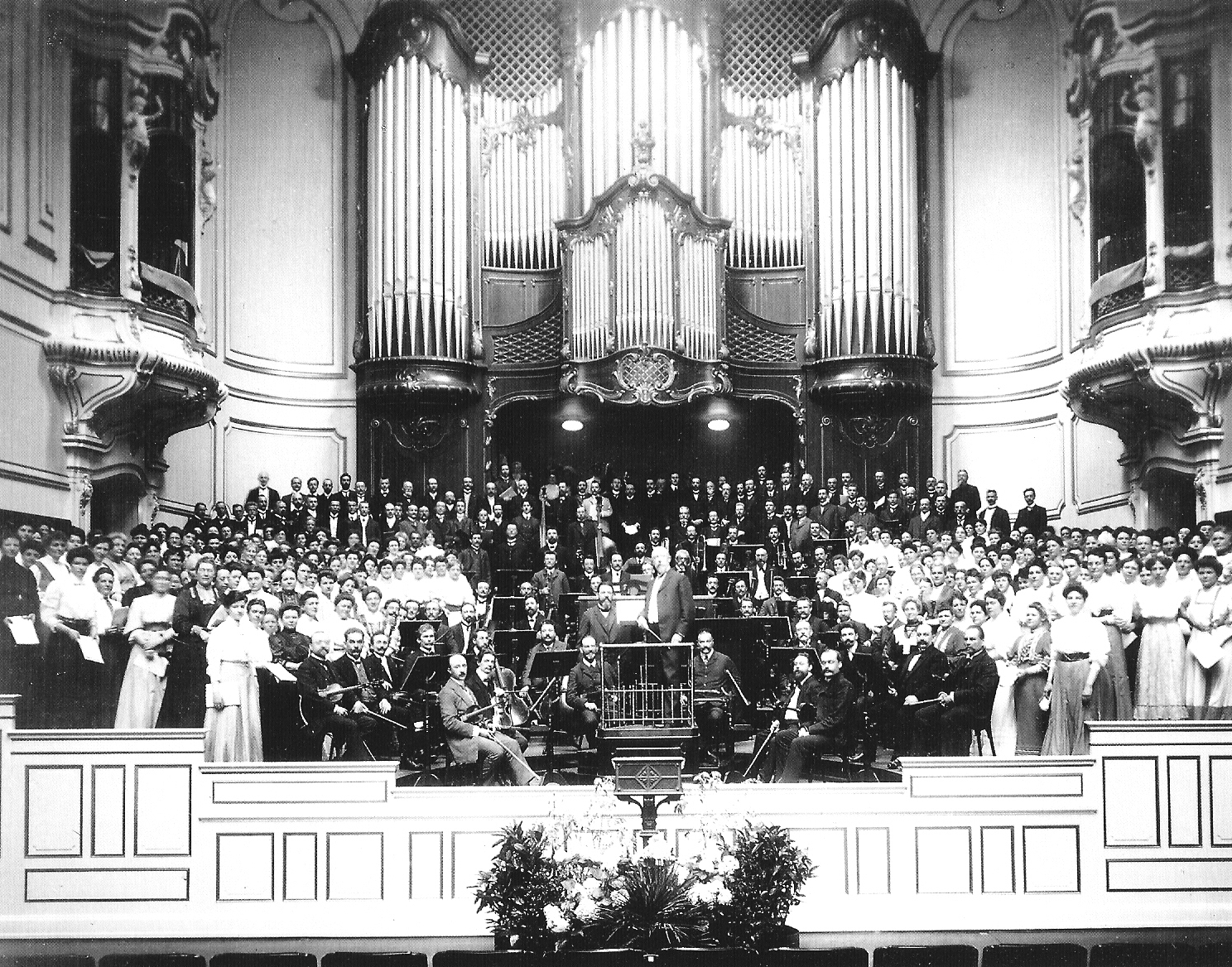
Walcker-Orgel bei der Einweihung

| I Hauptwerk C–a3 |                    |        |
| 01.              | Prinzipal          | 16′    |
| 02.              | Bourdon            | 16′    |
| 03.              | Prinzipal          | 08′    |
| 04.              | Doppelflöte        | 08′    |
| 05.              | Gemshorn           | 08′    |
| 06.              | Gedeckt            | 08′    |
| 07.              | Flauto octaviante0 | 08′    |
| 08.              | Viola di Gamba     | 08′    |
| 09.              | Dolce              | 08′    |
| 10.              | Oktav              | 04′    |
| 11.              | Gemshorn           | 04′    |
| 12.              | Rohrflöte          | 04′    |
| 13.              | Quinte             | 02 ⁄3′ |
| 14.              | Oktav              | 02′    |
| 15.              | Kornett III–V      | 08′    |
| 16.              | Mixtur IV          | 02′    |
| 17.              | Scharff III        | 01 ⁄3′ |
| 18.              | Fagott             | 16′    |
| 19.              | Trompete           | 08′    |
| 20.              | Clairon            | 04′    |

| II Positiv C–a3 |                  |        |
| 21.             | Gedackt          | 16′    |
| 22.             | Prinzipal        | 08′    |
| 23.             | Hohlflöte        | 08′    |
| 24.             | Bourdon          | 08′    |
| 25.             | Fugara           | 08′    |
| 26.             | Salizional       | 08′    |
| 27.             | Quintatön        | 08′    |
| 28.             | Konzertflöte     | 08′    |
| 29.             | Unda Maris       | 08′    |
| 30.             | Oktav            | 04′    |
| 31.             | Traversflöte     | 04′    |
| 32.             | Viola d’amour    | 04′    |
| 33.             | Pikkolo          | 02′    |
| 34.             | Rauschquinte II0 | 02 ⁄3′ |
| 35.             | Mixtur III       | 02 ⁄3′ |
| 36.             | Oboë             | 08′    |
| 37.             | Horn             | 08′    |

| III Schwellwerk C–a3 |                      |        |
| 38.                  | Salicional           | 16′    |
| 39.                  | Fernhorn             | 08′    |
| 40.                  | Geigenprincipal      | 08′    |
| 41.                  | Synthematophon       | 08′    |
| 42.                  | Lieblich Gedeckt0    | 08′    |
| 43.                  | Echo-Gamba           | 08′    |
| 44.                  | Spitzflöte           | 08′    |
| 45.                  | Aeoline              | 08′    |
| 46.                  | Voix celeste         | 08′    |
| 47.                  | Principal            | 04′    |
| 48.                  | Flauto dolce         | 04′    |
| 49.                  | Salicet              | 04′    |
| 50.                  | Flautino             | 0 2′   |
| 51.                  | Sesquialtera II      | 02 ⁄3′ |
| 52.                  | Cymbel II–III        | 02′    |
| 53.                  | Klarinette           | 08′    |
| 54.                  | Vox humana           | 08′    |
|                      | Tremolo (für Nr. 54) |        |

| Pedal C–f1 |                         |         |
| 55.        | Grand Bourdon           | 32′     |
| 56.        | Prinzipalbass           | 16′     |
| 57.        | Flötenbass              | 16′     |
| 58.        | Violonbass              | 16′     |
| 59.        | Subbass                 | 16′     |
|            | Salizetbass (= Nr. 38)0 | 16′     |
| 60.        | Quintbass               | 10 2⁄3′ |
| 61.        | Oktavbass               | 08′     |
| 62.        | Flötenbass              | 08′     |
| 63.        | Violoncello             | 08′     |
| 64.        | Oktav                   | 04′     |
| 65.        | Kornett III             | 05 1⁄3′ |
| 66.        | Bombardon               | 32′     |
| 67.        | Posaunenbass            | 16′     |
| 68.        | Trompete                | 08′     |
| 69.        | Clarine                 | 04′     |
|            | Piano-Pedal             |         |
| 70.        | Gedecktbass             | 16′     |
| 71.        | Sanftbass               | 08′     |
| 72.        | Dulcianabass0           | 08′     |
| 73.        | Fagottbass              | 16′     |

- Koppeln:
  - Normalkoppeln II/I, III/I, III/II, I/P, II/P, III/P
  - Generalkoppel
  - Superoktavkoppeln II/I, III/I, III/II, III/III
  - Suboktavkoppeln III/I, III/II, III/III
- Spielhilfen (Auswahl):
  - 4 freie Kombinationen und Auslöser der Handregistrierung
  - 3 Kollektivdrücker (Forte, Fortissimo, Tutti)
  - Rollschweller für das ganze Werk und Auslöser
  - Schwelltritte zum III. Manual, für die Vox humana, sowie für das ganze Werk
  - Fortissimoknopf für das III. Manual
  - Kalkantenglocke
  - elektropneumatische Trakturen

Das Instrument von Walcker wurde 1950 in das wiederaufgebaute Wuppertaler Thalia-Theater umgesetzt und umgebaut. Der Prospekt verblieb in der Laeiszhalle für den Orgelneubau. Jedoch wurde das Thalia-Theater bereits 1953 an die UFA verkauft, die aber die Orgel nicht übernehmen wollte, so dass sie wieder zum Verkauf stand. 1954 fand das Pfeifenwerk Wiederverwendung beim Orgelneubau von Walter Seifert in St. Engelbert Köln-Riehl, wo sie 1971 umgebaut wurde und einen neuen Spieltisch erhielt (III/P/64). Johannes Klais Orgelbau aus Bonn orientierte sich bei einem eingreifenden Umbau 2008 wieder am Klangbild von 1908 (III/P/41).

### Beckerath-Orgel (1950–2021)
Im Jahr 1950 baute der Hamburger Orgelbauer Rudolf von Beckerath ein neues Instrument mit 59 Registern und 4527 Pfeifen auf vier Manualen und Pedal hinter dem Prospekt von Walcker. Es trug dem sich wandelnden Zeitgeschmack Rechnung und war neobarock konzipiert. Nach dem Opus 1 in St. Elisabeth (Hamburg-Harvestehude) war dies Beckeraths erstes großes Orgelwerk und erregte weites Aufsehen. Die Spieltrakturen wurden mechanisch und die Registertrakturen elektrisch ausgeführt. Der Orgel fehlte es jedoch von Anfang an an Gravität, im hinteren Teil des Saales war sie nur eingeschränkt hörbar, weshalb es (vergebliche) Versuche, die Klangfülle mit elektronischen Mitteln aufzubessern, gab. Die Disposition lautete wie folgt:
| I Rückpositiv C–g3 |                  |        |
| 01.                | Prinzipal        | 08′    |
| 02.                | Gedackt          | 08′    |
| 03.                | Quintadena       | 08′    |
| 04.                | Prinzipal        | 04′    |
| 05.                | Rohrflöte        | 04′    |
| 06.                | Quinte           | 02 ⁄3′ |
| 07.                | Ital. Prinzipal  | 02′    |
| 08.                | Quinte           | 01 ⁄3′ |
| 09.                | Sesquialtera II0 |        |
| 10.                | Scharf IV–VI     | 01′    |
| 11.                | Dulcian          | 16′    |
| 12.                | Bärpfeife        | 08′    |
|                    | Tremulant        |        |

| II Hauptwerk C–g3 |                  |        |
| 13.               | Prinzipal        | 16′    |
| 14.               | Oktave           | 08′    |
| 15.               | Rohrflöte        | 08′    |
| 16.               | Oktave           | 04′    |
| 17.               | Nachthorn        | 04′    |
| 18.               | Oktave           | 02′    |
| 19.               | Flachflöte       | 02′    |
| 20.               | Rauschpfeife II0 | 02 ⁄3′ |
| 21.               | Mixtur VI        | 01 ⁄3′ |
| 22.               | Trompete         | 16′    |
| 23.               | Trompete         | 08′    |

| III Schwellwerk C–g3 |                   |         |
| 24.                  | Quintadena        | 16′     |
| 25.                  | Violflöte         | 08′     |
| 26.                  | Koppelflöte       | 08′     |
| 27.                  | Violflöte         | 04′     |
| 28.                  | Blockflöte        | 04′     |
| 29.                  | Nasat             | 02 ⁄3′  |
| 30.                  | Waldflöte         | 02′     |
| 31.                  | Nachthorn         | 01′     |
| 32.                  | Nonenkornett III0 | 01 3⁄5′ |
| 33.                  | Scharf VI         | 01′     |
| 34.                  | Zimbel III        | 01⁄6′   |
| 35.                  | Feldtrompete      | 08′     |
| 36.                  | Vox humana        | 08′     |
| 37.                  | Feldtrompete      | 04′     |
|                      | Tremulant         |         |

| IV Kronwerk C–g3 |                |        |
| 38.              | Holzgedackt    | 8′     |
| 39.              | Holzprinzipal0 | 4′     |
| 40.              | Kleinflöte     | 2′     |
| 41.              | Sifflöte       | 1′     |
| 42.              | Terzian II     | 1 3⁄5′ |
| 43.              | Scharf III–IV  | 2⁄3′   |
| 44.              | Dulcian        | 8′     |
|                  | Tremulant      |        |

| Pedalwerk C–f1 |                   |         |
| 45.            | Prinzipal         | 16′     |
| 46.            | Subbaß            | 16′     |
| 47.            | Quintbaß          | 10 2⁄3′ |
| 48.            | Oktave            | 08′     |
| 49.            | Gedackt           | 08′     |
| 50.            | Oktave            | 04′     |
| 51.            | Nachthorn         | 02′     |
| 52.            | Rauschpfeife III0 | 02 ⁄3′  |
| 53.            | Mixtur VI–VIII    | 02′     |
| 54.            | Posaune           | 32′     |
| 55.            | Posaune           | 16′     |
| 56.            | Dulcian           | 16′     |
| 57.            | Trompete          | 08′     |
| 58.            | Trompete          | 04′     |
| 59.            | Kornett           | 02′     |

- Koppeln: I/II, III/I, III/II, IV/II, II/P+I/II+III/II, III/P, IV/P

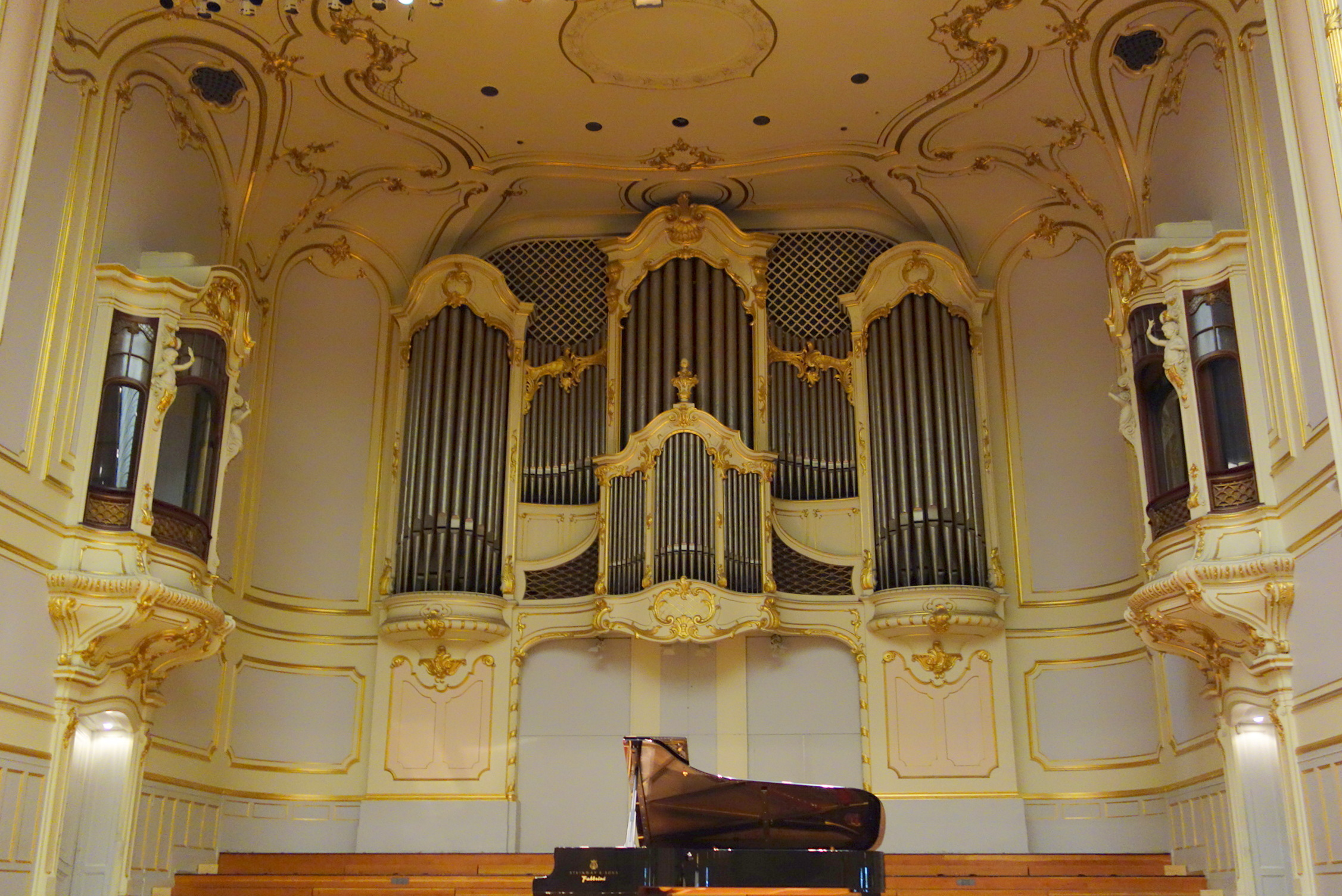
Neobarocke Orgelarchitektur in der Laeiszhalle

### Geplante Rekonstruktion der Walcker-Orgel
Das Orgelwerk von Beckerath, das in den letzten Jahren kaum noch ertönte, wurde 2021 wegen seiner klanglicher Defizite (unter anderem sind die Ansprüche an eine Konzertsaalorgel mit einer neobarocken Disposition nur bedingt zu erfüllen) zum symbolischen Preis von einem Euro an die evangelische Stadtkirche Peter und Paul im fränkischen Münchberg verkauft. Es wurde vereinbart, das Orgelwerk als Ganzes zu erhalten.
Wie schon 1950 bleibt der Walcker-Prospekt weiterhin in der Laeiszhalle, die dahinter geplante Rekonstruktion des Orgelwerkes von 1908 kostet voraussichtlich 3,38 Millionen Euro. Die Kosten für den spätestens im Sommer 2023 erfolgenden Abbau, Transport und Wiederaufbau der Beckerath-Orgel in Höhe von geschätzt 400.000 Euro trägt die Gemeinde. Den Zuschlag für die Rekonstruktion der Walcker-Orgel erhielt die Bietergemeinschaft von Orgelbau Lenter GmbH (Sachsenheim) und Johannes Klais Orgelbau GmbH & Co. KG (Bonn).

## „Klingendes Museum Hamburg“
Das „Klingende Museum“ war bis 2016 in der Laeiszhalle ansässig und wird seit der Eröffnung der Elbphilharmonie unter dem Titel „Elbphilharmonie Instrumentenwelt“ mit stark erweitertem Angebot weitergeführt.

## Umgebung

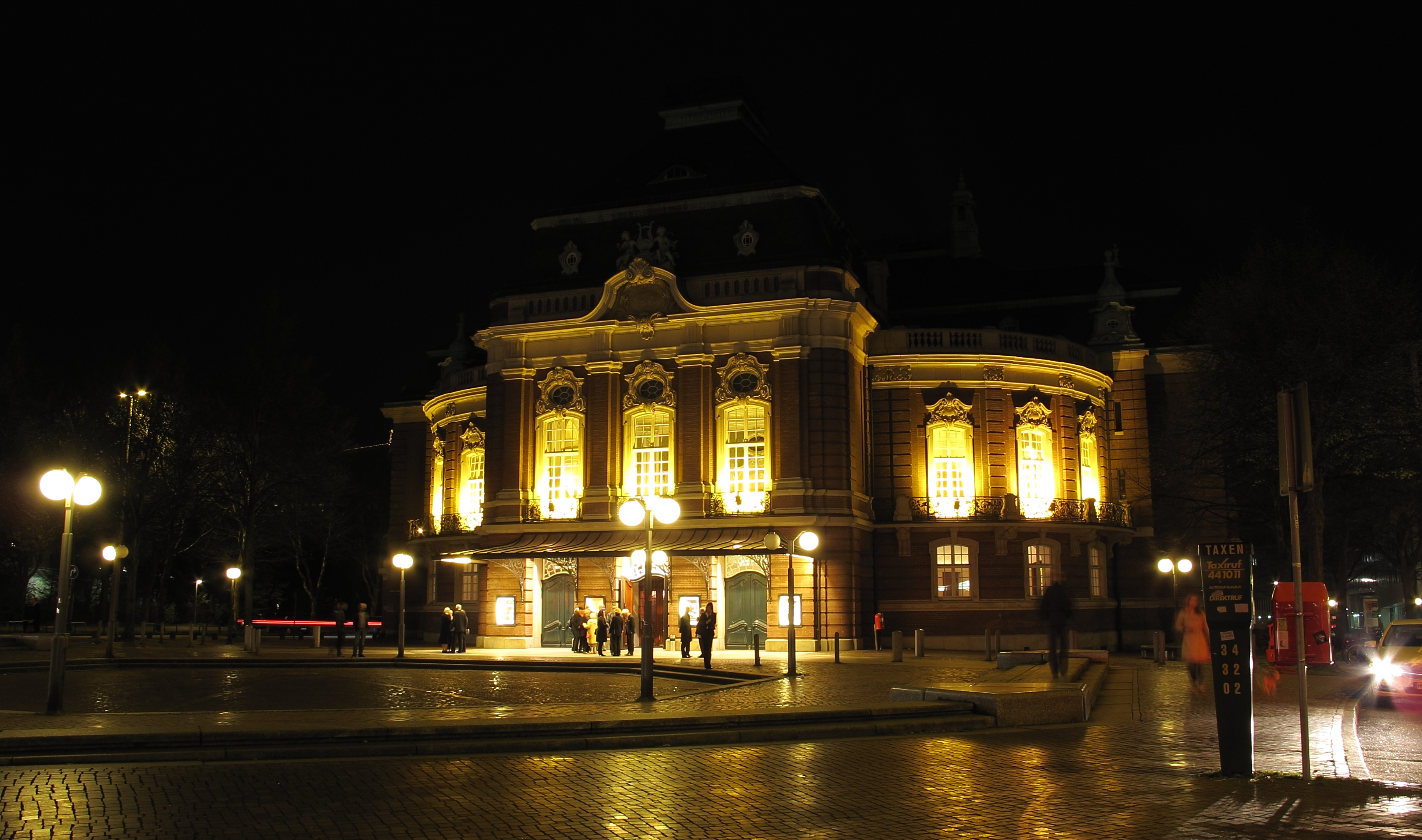
Nachtansicht vom Brahmsplatz
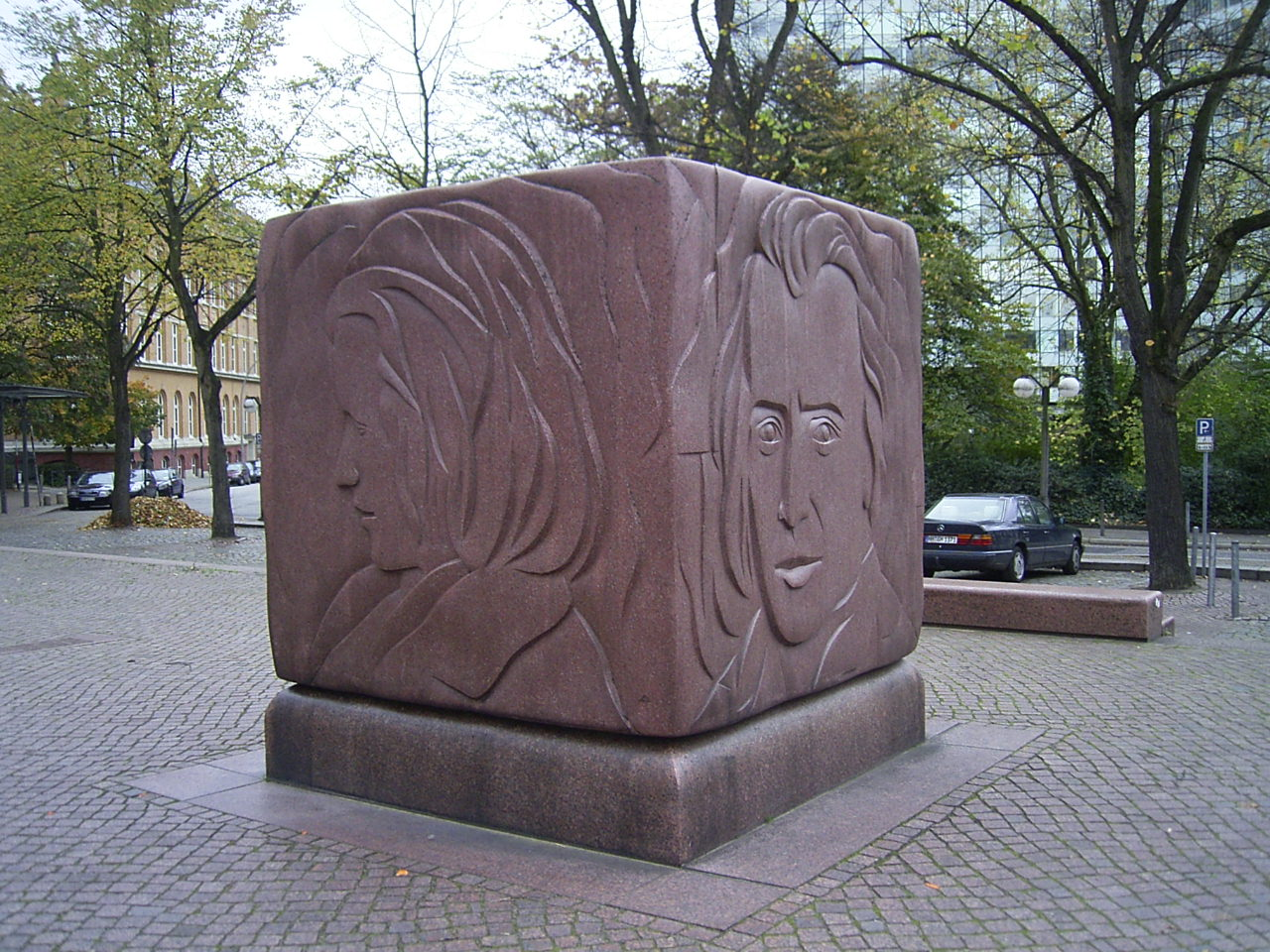
Brahms-Kubus aus Rosengranit von Thomas Darboven
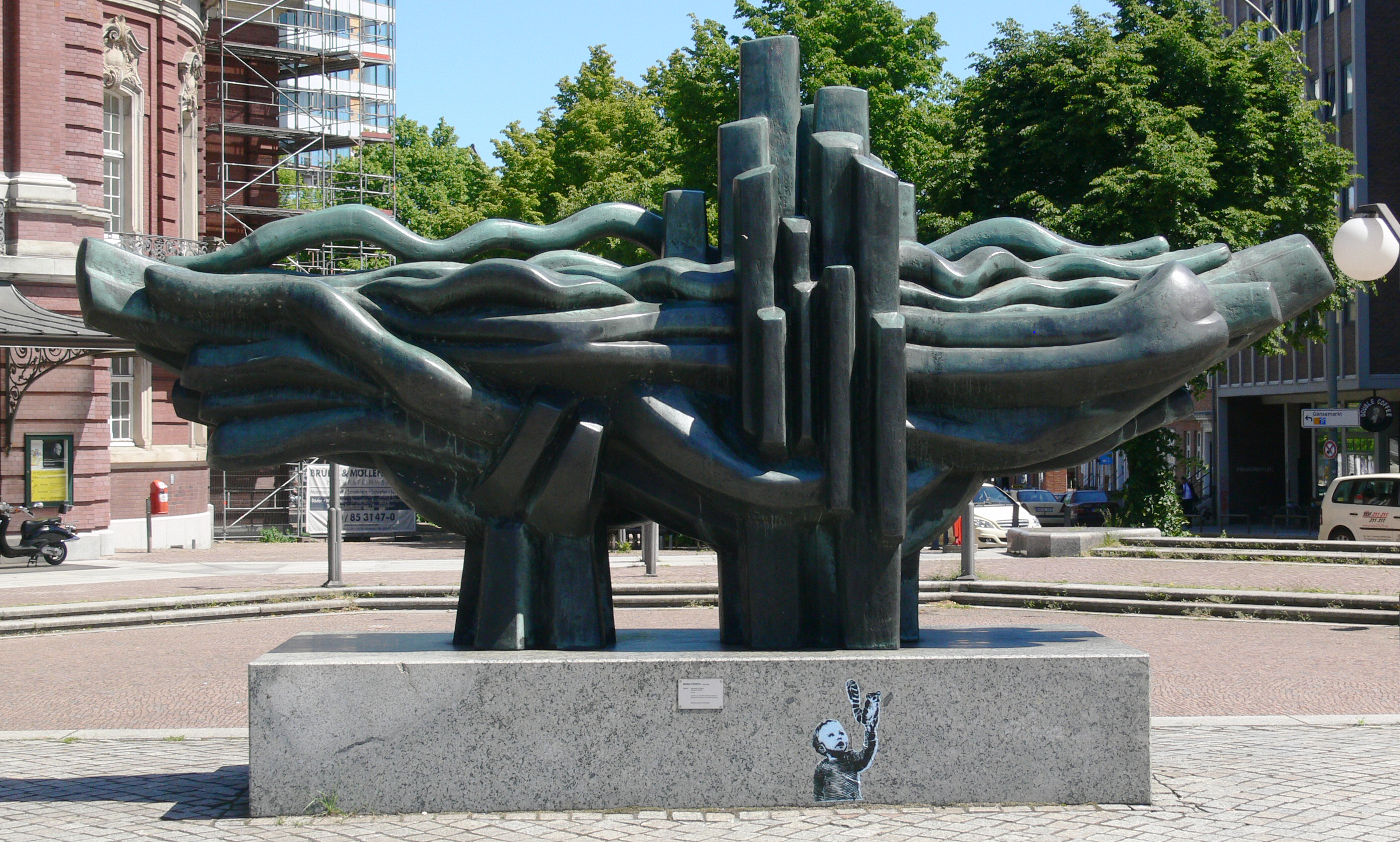
Hommage an Brahms von Maria Pirwitz

Die Laeiszhalle befindet sich am ehemaligen Holstentor der historischen Hamburger Wallanlagen, am heutigen Straßenzug Holstenwall/Gorch-Fock-Wall. Gegenüber liegt der Sievekingplatz mit seinen drei gründerzeitlichen Gerichtsgebäuden.
Auf dem Johannes-Brahms-Platz vor der Laeiszhalle steht eine Skulptur der Hamburger Bildhauerin Maria Pirwitz mit dem Titel Hommage an Brahms von 1981.
Aus demselben Jahr stammt der Brahms-Kubus aus Rosengranit von Thomas Darboven mit den vier seitlichen Bildnissen von Johannes Brahms in verschiedenen Lebensphasen.

Vier Lebensabschnitte von Johannes Brahms auf dem Brahms-Kubus
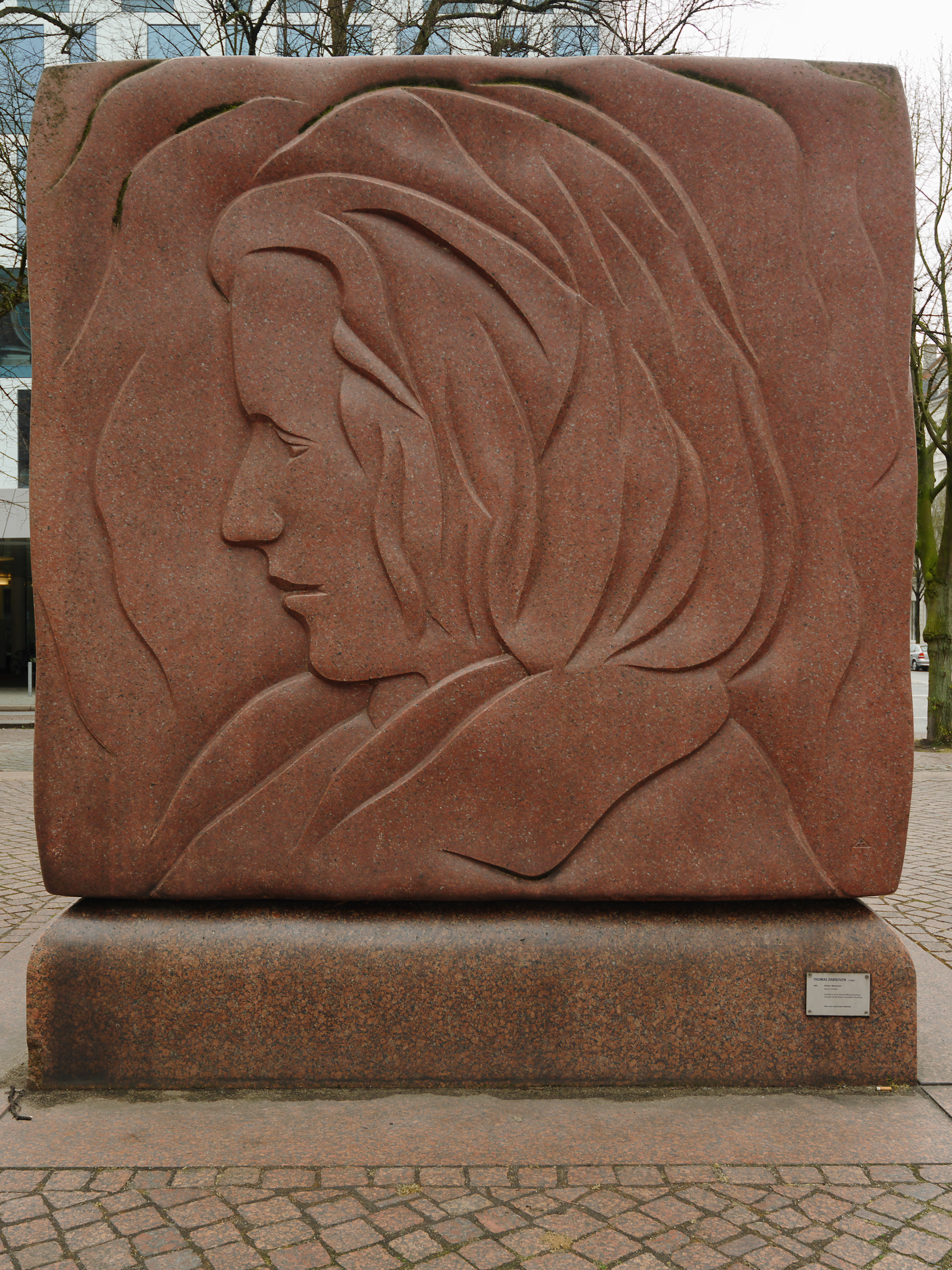
Erster Lebensabschnitt
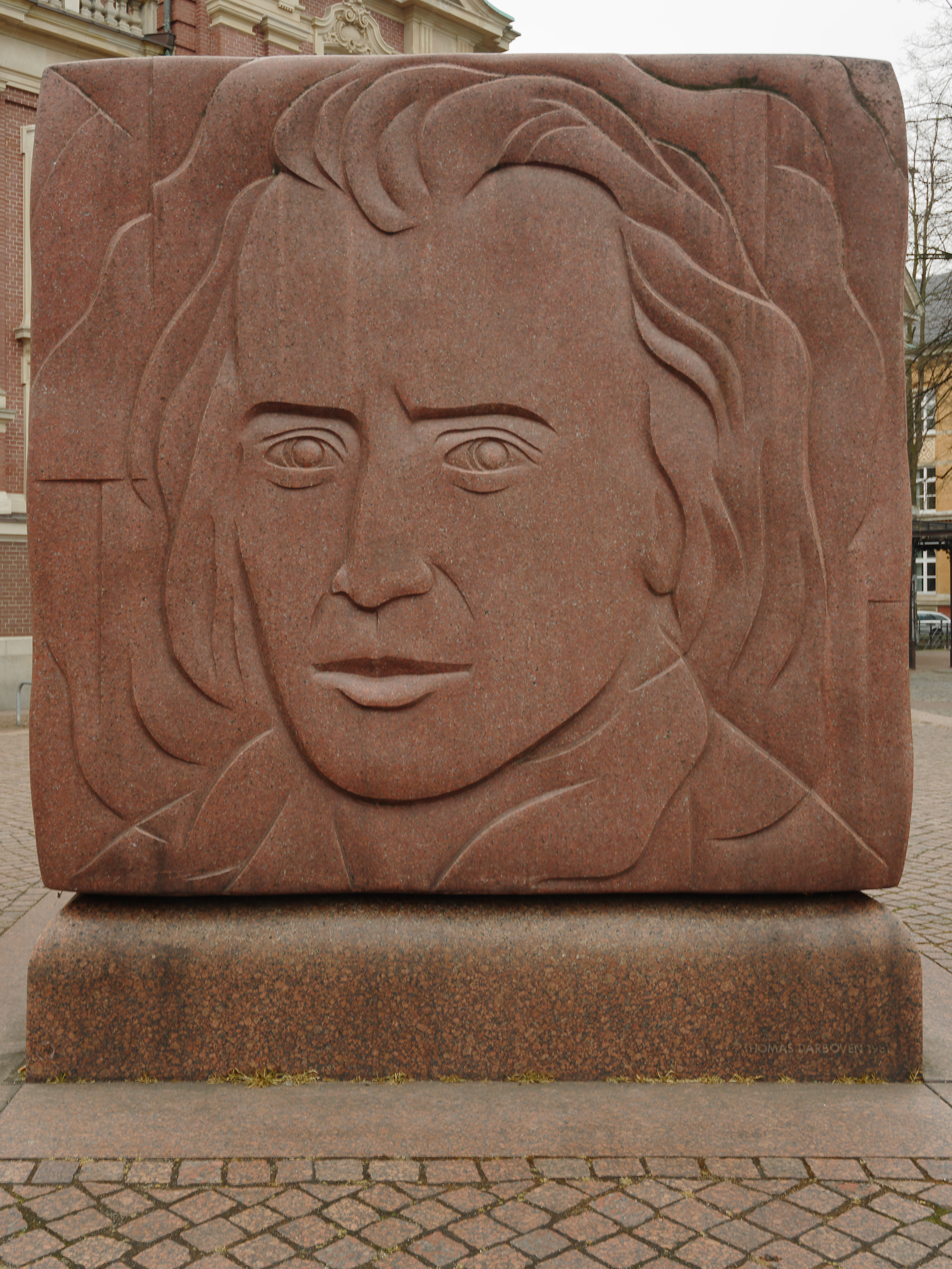
Zweiter Lebensabschnitt
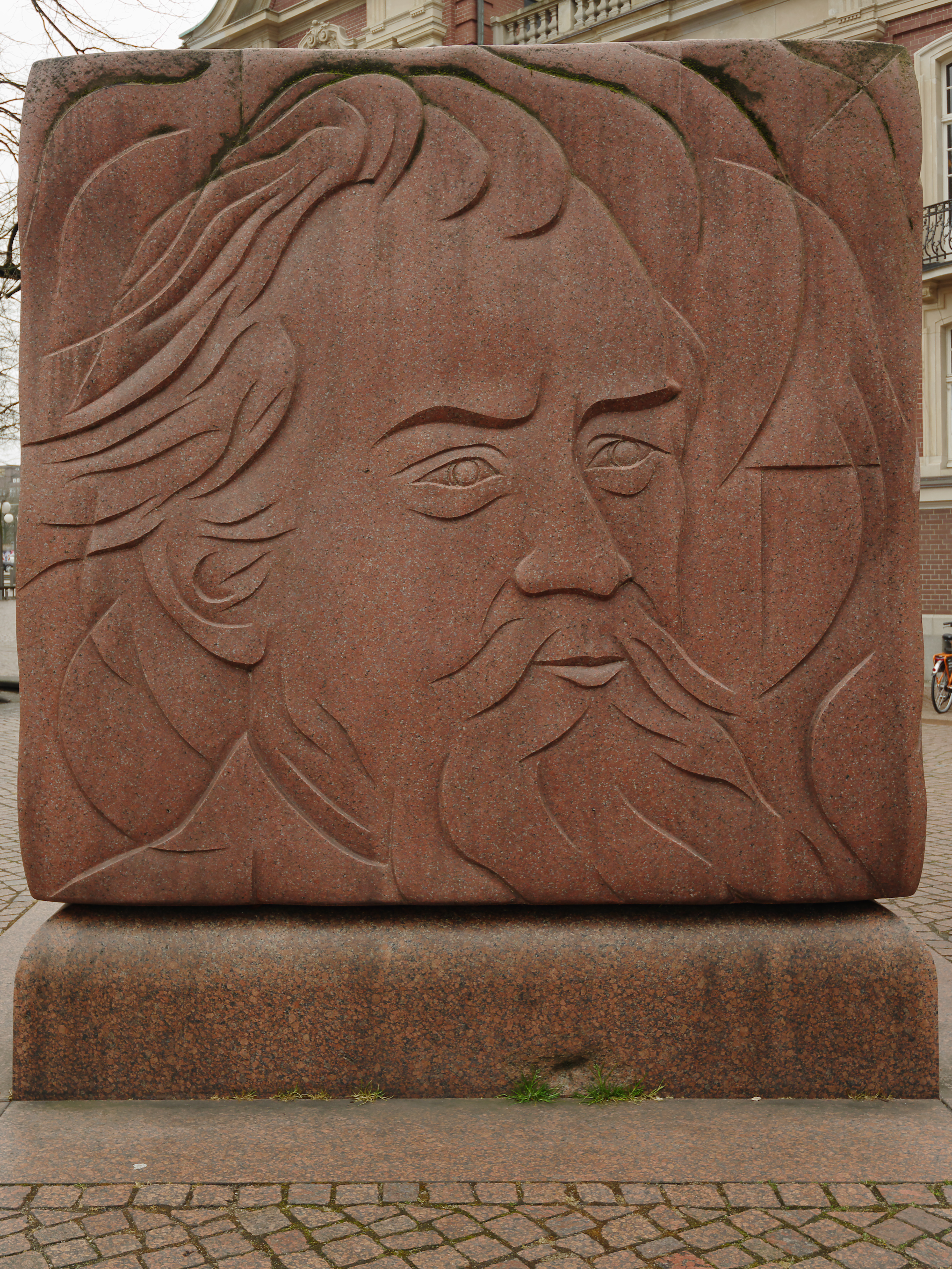
Dritter Lebensabschnitt
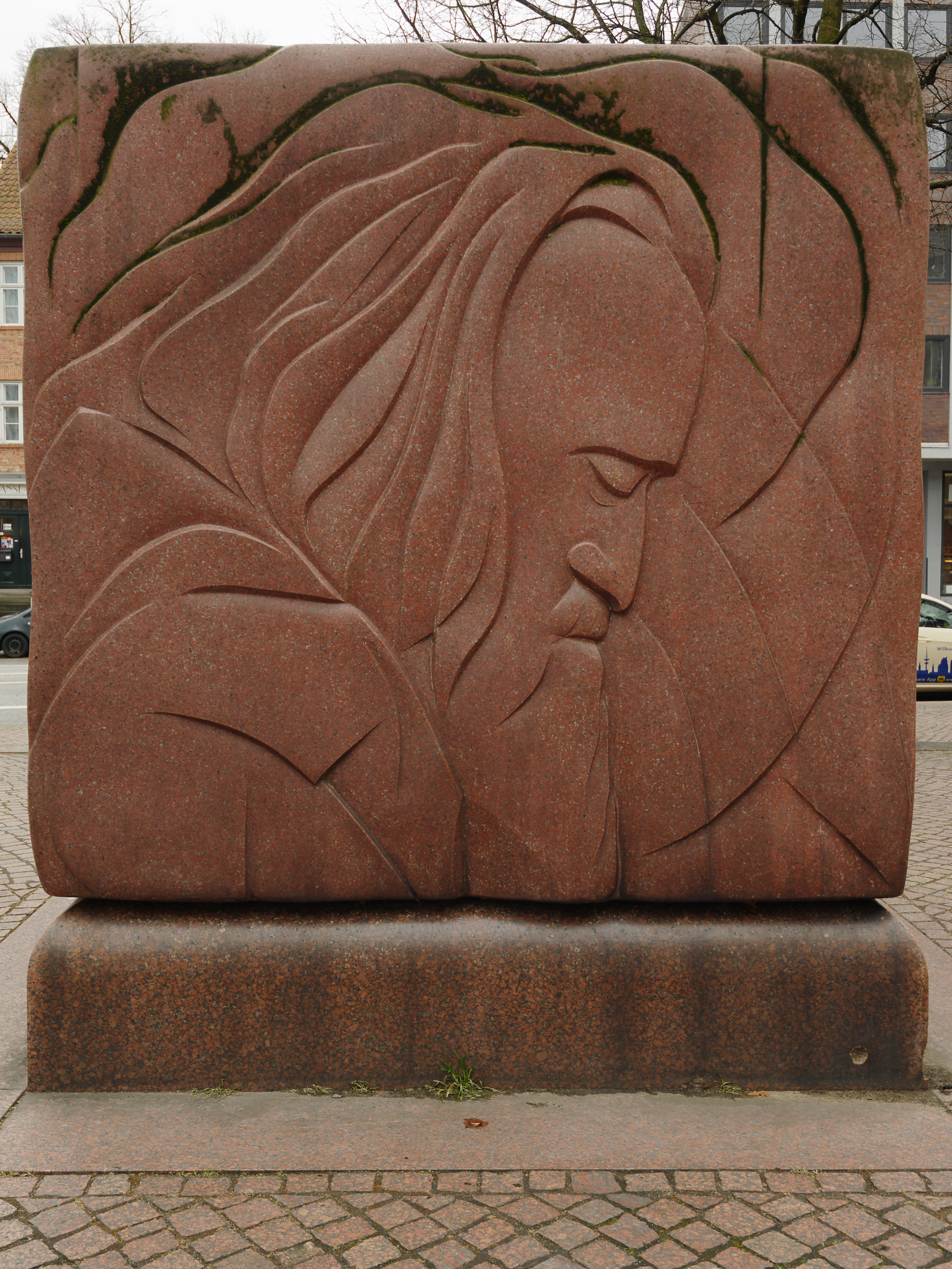
Vierter Lebensabschnitt

Der Johannes-Brahms-Platz erhielt diesen Namen 1997 zum 100. Jahrestag des Todes von Johannes Brahms. Er erschien für die anliegende Laeiszhalle werbewirksamer als der Name Karl-Muck-Platz, der dem Platz 1934 zur Ehrung des 1933 in den Ruhestand getretenen Chefdirigenten der Hamburger Philharmoniker Karl Muck gegeben worden war. Davor hatte er wegen seiner Lage am früheren Holstentor Holstenplatz geheißen.